# Plastun
Plastun (russisch Пласту́н) ist eine Siedlung städtischen Typs in der Region Primorje (Russland) mit 4815 Einwohnern (Stand 1. Oktober 2021).

## Geographie
Die Siedlung liegt an der gleichnamigen Bucht des Japanischen Meeres, etwa 400 Kilometer (Luftlinie) nordöstlich der Regionshauptstadt Wladiwostok. Im Hinterland erhebt sich das dicht bewaldete Sichote-Alin-Gebirge mit dem Berg Gluchomanka bis auf 1595 m. Sieben Kilometer nördlich von Plastun mündet der Fluss Dschigitowka (früher auch Iodsyche oder Chantachesa genannt) in die benachbarte Bucht Dschigit. Die beiden Buchten – zusammen auch Rynda-Bucht genannt – werden im Norden von steilen Jegorow-Kap (Mys Jegorowa) begrenzt, das mehrere Kilometer weit in das Meer ragt und sich steil bis auf 230 Meter Höhe erhebt.
Plastun gehört zum Rajon Terneiski, der die nördliche Hälfte der Ostflanke des Sichote-Alin im Bereich der Region Primorje einnimmt. Dieses dünn besiedelte Gebiet (0,5 Einwohner/km²) erstreckt sich über 400 Kilometer entlang der Küste des Japanischen Meeres. Das Rajonverwaltungszentrum Ternei liegt 40 Kilometer Luftlinie nordöstlich ebenfalls an der Meeresküste.

## Geschichte
Die Siedlung wurde 1907 gegründet, nachdem bereits im 19. Jahrhundert weiter nördlich an der Dschigit-Bucht ein russischer Militärposten entstanden war. Sie erhielt ihren Namen nach der gleichnamigen Meeresbucht, die vom russischen Kapitänleutnant Wladimir Mazkewitsch (später Konteradmiral, † 1885) auf einer Entdeckungsfahrt im Jahre 1859, kurz nach Anschluss des Primorje-Gebietes an das Russische Kaiserreich, nach seiner Korvette Plastun benannt wurde.
1932 erhielt der Ort den Status einer Siedlung städtischen Typs.
Die Einwohnerzahl stieg insbesondere nach Gründung des Forstwirtschaftsbetriebes Terneiles („Terneiholz“) im Jahre 1971 schnell; seit den frühen 1980er Jahren übertrifft sie die des Rajonverwaltungszentrums Ternei.

### Bevölkerungsentwicklung
| Jahr | Einwohner |
| ---- | --------- |
| 1939 | 1588      |
| 1959 | 1040      |
| 1970 | 1332      |
| 1979 | 3586      |
| 1989 | 5957      |
| 2002 | 6230      |
| 2010 | 5350      |
| 2021 | 4815      |

Anmerkung: Volkszählungsdaten

## Kultur und Sehenswürdigkeiten
Aufgrund der malerischen Lage an der Meeresküste und nahe der Wildnis des Sichote-Alin bei relativ guter Erreichbarkeit und Investitionen durch Forstwirtschaftsunternehmen mit internationaler Beteiligung hat sich Plastun zu einem kleinen Tourismuszentrum regionaler Bedeutung entwickelt. Es gibt ein Hotel und einen 9-Loch-Golfplatz, den „einzigen zwischen Moskau und Japan“. Seit 2004 wird dort jährlich das regionale Turnier Green Cup ausgetragen. Außerdem gibt es einen Paintball- und einen Tauchclub.

## Wirtschaft und Infrastruktur
Plastun ist Zentrum der Forstwirtschaft und der holzverarbeitenden Industrie. Die Betriebe des aus dem früheren Staatsbetrieb entstandenen russisch-japanischen Joint Ventures (Holding) Terneyles mit dem von ihr kontrollierten Aktiengesellschaften STS Technowood, PTS Hardwood, Plastun und weiteren produzieren hauptsächlich für den Export nach Japan, Südkorea und China.
Nördlich des Ortes liegt im Tal der Dschigitowka ein kleiner Regionalflughafen (ICAO-Code UHWP), der regelmäßig von Wladiwostok-Knewitschi über Kawalerowo durch Vladivostok Avia mit Jakowlew Jak-40 angeflogen wird (2009 zweimal wöchentlich).
Straßenverbindung besteht entlang der Küste in südlicher Richtung in das 86 Straßenkilometer entfernte Rudnaja Pristan bei Dalnegorsk. Von dort führt die Regionalstraße 05N-100 über Kawalerowo und Arsenjew nach Ussurijsk, wo Anschluss an das Fernstraßennetz besteht. Über diese Straße gibt es Busverbindung nach Wladiwostok. In nördlicher Richtung führt die Straße bis in das Rajonverwaltungszentrum Ternei; eine schwer befahrbare, unbefestigte Straße überquert den Sichote-Alin-Hauptkamm in Richtung des Flusstals der Großen Ussurka (Bolschaja Ussurka, früher Iman) und Dalneretschensk.